# Campionati italiani di duathlon del 2013
I Campionati italiani di duathlon del 2013 ( edizione) sono stati organizzati dalla Federazione Italiana Triathlon e si sono tenuti a Seclì in Puglia, in data 15 settembre 2013.
Tra gli uomini ha vinto Danilo Brustolon ( Fiamme Oro), mentre la gara femminile è andata a Sara Dossena (Triathlon Cremona Stradivari).

## Risultati

### Élite uomini
| Pos. | Atleta                    | Società sportiva          | Corsa    | Bici     | Corsa    | Totale   |
| ---- | ------------------------- | ------------------------- | -------- | -------- | -------- | -------- |
|      | Danilo Brustolon          | Fiamme Oro                | 00:31:00 | 00:59:33 | 00:16:44 | 01:48:14 |
|      | Fabio Villari             | T.D. Rimini               | 00:30:56 | 00:59:37 | 00:16:57 | 01:48:28 |
|      | Daniel Antonioli          | Esercito                  | 00:31:01 | 00:59:35 | 00:17:12 | 01:48:45 |
| 4    | Lorenzo Ciuti             | Minerva Roma              | 00:31:17 | 00:59:19 | 00:18:01 | 01:49:34 |
| 5    | Riccardo De Palma         | Minerva Roma              | 00:31:17 | 00:59:17 | 00:18:29 | 01:50:03 |
| 6    | Bruno Pasqualini          | Torino Triathlon          | 00:32:13 | 00:59:27 | 00:18:08 | 01:50:47 |
| 7    | Michele Insalata          | Nadir on the Road         | 00:31:18 | 00:59:18 | 00:19:54 | 01:51:32 |
| 8    | Alberto Della Pasqua      | T.D. Rimini               | 00:32:21 | 00:59:19 | 00:18:53 | 01:51:40 |
| 9    | Maurizio Morello          | Valle Gesso Sport         | 00:32:13 | 00:59:28 | 00:20:10 | 01:52:56 |
| 10   | Carmine Rozza             | Canottieri Napoli         | 00:33:03 | 00:59:52 | 00:19:07 | 01:53:10 |
| 11   | Giuseppe Grassi           | Nadir on the Road         | 00:33:24 | 00:59:31 | 00:19:13 | 01:53:16 |
| 12   | Massimo Torsani           | T.D. Rimini               | 00:33:24 | 00:59:31 | 00:19:52 | 01:54:02 |
| 13   | Fabio Sirugo              | T.D. Rimini               | 00:33:03 | 00:59:52 | 00:20:08 | 01:54:15 |
| 14   | Gabriele Mansuino         | Firenze Triathlon         | 00:33:55 | 01:02:24 | 00:18:51 | 01:56:28 |
| 15   | Pietro Carrara            | T.D. Rimini               | 00:34:30 | 01:01:19 | 00:19:31 | 01:56:33 |
| 16   | Andrea Morini             | Triathlon Lepini          | 00:34:28 | 01:01:57 | 00:19:22 | 01:56:56 |
| 17   | Leonardo Nocentini        | Firenze Triathlon         | 00:34:26 | 01:01:56 | 00:19:33 | 01:57:21 |
| 18   | Alessandro Apollonio      | Salento Triathlon         | 00:34:24 | 01:02:02 | 00:19:54 | 01:57:27 |
| 19   | Leonardo Alessio Leggieri | Nadir on the Road         | 00:34:35 | 01:01:44 | 00:19:50 | 01:57:33 |
| 20   | Sebastiano Foti           | MP Life Triathlon Catania | 00:33:54 | 01:01:55 | 00:20:49 | 01:57:55 |

### Élite donne
| Pos. | Atleta                         | Società sportiva             | Corsa    | Bici     | Corsa    | Totale   |
| ---- | ------------------------------ | ---------------------------- | -------- | -------- | -------- | -------- |
|      | Sara Dossena                   | Triathlon Cremona Stradivari | 00:34:25 | 01:09:25 | 00:19:57 | 02:05:03 |
|      | Monica Cibin                   | Forhans Team                 | 00:37:14 | 01:08:13 | 00:20:32 | 02:07:07 |
|      | Patrizia Tropiano              | Nadir on the Road            | 00:42:41 | 01:10:19 | 00:24:10 | 02:18:48 |
| 4    | Consuelo Ferragina             | Canottieri Napoli            | 00:41:40 | 01:11:39 | 00:24:04 | 02:19:15 |
| 5    | Valentina Sanfelice di Bagnoli | Canottieri Napoli            | 00:42:57 | 01:12:11 | 00:26:05 | 02:22:39 |
| 6    | Roberta Siviero                | Canottieri Napoli            | 00:44:52 | 01:16:31 | 00:24:38 | 02:27:53 |
| 7    | Serena Vecchione               | Canottieri Napoli            | 00:46:53 | 01:14:55 | 00:27:47 | 02:31:10 |
| 8    | Rosa Rella                     | CUS Bari                     | 00:44:38 | 01:18:15 | 00:26:38 | 02:31:45 |
| 9    | Luisa Zecchino                 | Ccnicolaustriat              | 00:44:47 | 01:19:18 | 00:25:54 | 02:32:16 |
| 10   | Giuseppina Andresini           | Nadir on the Road            | 00:43:53 | 01:21:15 | 00:25:27 | 02:33:16 |
| 11   | Claudia Casola                 | Canottieri Napoli            | 00:47:53 | 01:17:29 | 00:26:16 | 02:33:31 |
| 12   | Roberta Scafa                  | Treti                        | 00:46:58 | 01:18:05 | 00:29:45 | 02:37:32 |
| 13   | Alessia Manno                  | Due Ponti                    | 00:46:04 | 01:20:41 | 00:29:45 | 02:39:35 |
| 14   | Lucia Milena Santoro           | Salento Triathlon            | 00:45:35 | 01:24:56 | 00:28:20 | 02:40:45 |
| 15   | Delia Pidatella                | Atomica Triathlon            | 00:49:36 | 01:25:13 | 00:29:32 | 02:46:07 |
| 16   | Annunziata Carpentieri         | Canottieri Napoli            | 00:53:19 | 01:25:31 | 00:30:34 | 02:52:25 |
| 17   | Maria Rosaria Lazzari          | Salento Triathlon            | 00:51:40 | 01:21:14 | 00:39:00 | 02:54:25 |
| 18   | Maria Goffredo                 | Nadir on the Road            | 00:51:04 | 01:36:00 | 00:30:53 | 03:00:13 |
| 19   | Karen Toffi                    | Nadir on the Road            | 00:53:31 | 01:36:14 | 00:31:46 | 03:03:20 |
| 20   | Maria Grazia Carlino           | Canottieri Napoli            | 00:56:58 | 01:34:43 | 00:32:55 | 03:06:50 |